# Filippo Volandri
Filippo Volandri (Livorno, 5 september 1981) is een voormalig tennisser uit Italië. In zijn loopbaan won hij twee ATP-toernooien, twaalf challengers en een futures-toernooi.
Zijn beste resultaat op de grandslamtoernooien is het bereiken van de vierde ronde, op Roland Garros 2007.
In de periode 2001–2010 maakte Volandri deel uit van het Italiaanse Davis Cup-team – hij vergaarde daar een winst/verlies-balans van 10–7.

## Palmares
| Legenda                       | Legenda               |
| ----------------------------- | --------------------- |
| Grand Slam                    |                       |
| Olympische Spelen             |                       |
| tot 2009                      | vanaf 2009            |
| Tennis Masters Cup            | ATP Finals            |
| ATP Masters Series            | ATP Tour Masters 1000 |
| ATP International Series Gold | ATP Tour 500          |
| ATP International Series      | ATP Tour 250          |

### Enkelspel
| Nr.              | Datum      | Toernooi         | Ondergrond | Tegenstander in finale | Score         |         |
| ---------------- | ---------- | ---------------- | ---------- | ---------------------- | ------------- | ------- |
| gewonnen finales |            |                  |            |                        |               |         |
| 1.               | 2004-05-23 | ATP Sankt Pölten | gravel     | Xavier Malisse         | 6-1, 6-4      | details |
| 2.               | 2006-10-01 | ATP Palermo      | gravel     | Nicolás Lapentti       | 5-7, 6-1, 6-3 | details |
| verloren finales |            |                  |            |                        |               |         |
| 1.               | 2003-07-27 | ATP Umag         | gravel     | Carlos Moyá            | 4-6, 6-3, 5-7 | details |
| 2.               | 2004-07-25 | ATP Umag         | gravel     | Guillermo Cañas        | 5-7, 3-6      | details |
| 3.               | 2004-10-03 | ATP Palermo      | gravel     | Tomáš Berdych          | 3-6, 3-6      | details |
| 4.               | 2005-10-02 | ATP Palermo      | gravel     | Igor Andrejev          | 6-0, 1-6, 3-6 | details |
| 5.               | 2006-02-19 | ATP Buenos Aires | gravel     | Carlos Moyá            | 6-7, 4-6      | details |
| 6.               | 2006-09-17 | ATP Boekarest    | gravel     | Jürgen Melzer          | 1-6, 5-7      | details |
| 7.               | 2012-02-19 | ATP São Paulo    | gravel (i) | Nicolás Almagro        | 3-6, 6-4, 4-6 | details |

### Dubbelspel
| Nr.                           | Datum      | Toernooi     | Ondergrond | Partner        | Tegenstanders in finale      | Score    |         |
| ----------------------------- | ---------- | ------------ | ---------- | -------------- | ---------------------------- | -------- | ------- |
| verloren finales mannendubbel |            |              |            |                |                              |          |         |
| 1.                            | 2006-03-05 | ATP Acapulco | gravel     | Potito Starace | František Čermák Leoš Friedl | 5-7, 2-6 | details |

## Resultaten grandslamtoernooien
| Legenda | Legenda                          |
| ------- | -------------------------------- |
| g.t.    | geen toernooi gehouden           |
| l.c.    | lagere categorie                 |
| –       | niet deelgenomen                 |
| G       | uitgeschakeld in de groepsfase   |
| 1R      | uitgeschakeld in de eerste ronde |
| 2R      | uitgeschakeld in de tweede ronde |
| 3R      | uitgeschakeld in de derde ronde  |
| 4R      | uitgeschakeld in de vierde ronde |
| KF      | uitgeschakeld in de kwartfinale  |
| HF      | uitgeschakeld in de halve finale |
| F       | de finale verloren               |
| W       | het toernooi gewonnen            |
| w-v     | winst/verlies-balans             |

### Enkelspel
| toernooi        | 2003 | 2004 | 2005 | 2006 | 2007 | 2008 |    | 2011 | 2012 | 2013 | 2014 |
| --------------- | ---- | ---- | ---- | ---- | ---- | ---- | -- | ---- | ---- | ---- | ---- |
| Australian Open | –    | 2R   | 1R   | 1R   | 1R   | 1R   | 1R | 1R   | 1R   | 1R   |      |
| Roland Garros   | 1R   | 1R   | 3R   | 2R   | 4R   | 1R   | 1R | 1R   | –    | 1R   |      |
| Wimbledon       | 1R   | 2R   | 1R   | 1R   | 1R   | 1R   | 1R | 1R   | –    | 1R   |      |
| US Open         | 1R   | 2R   | 1R   | 1R   | 1R   | –    | 1R | 1R   | 1R   | –    |      |

### Mannendubbelspel
| Australian Open | –  | 1R | 2R | –  | 1R | 1R | –  | –  | –  |
| Roland Garros   | –  | 1R | 2R | 1R | 2R | 1R | 2R | 2R | 1R |
| Wimbledon       | –  | 1R | 1R | –  | –  | –  | –  | –  | –  |
| US Open         | 2R | 1R | 2R | 1R | 1R | –  | –  | –  | –  |